# 里索那銀行

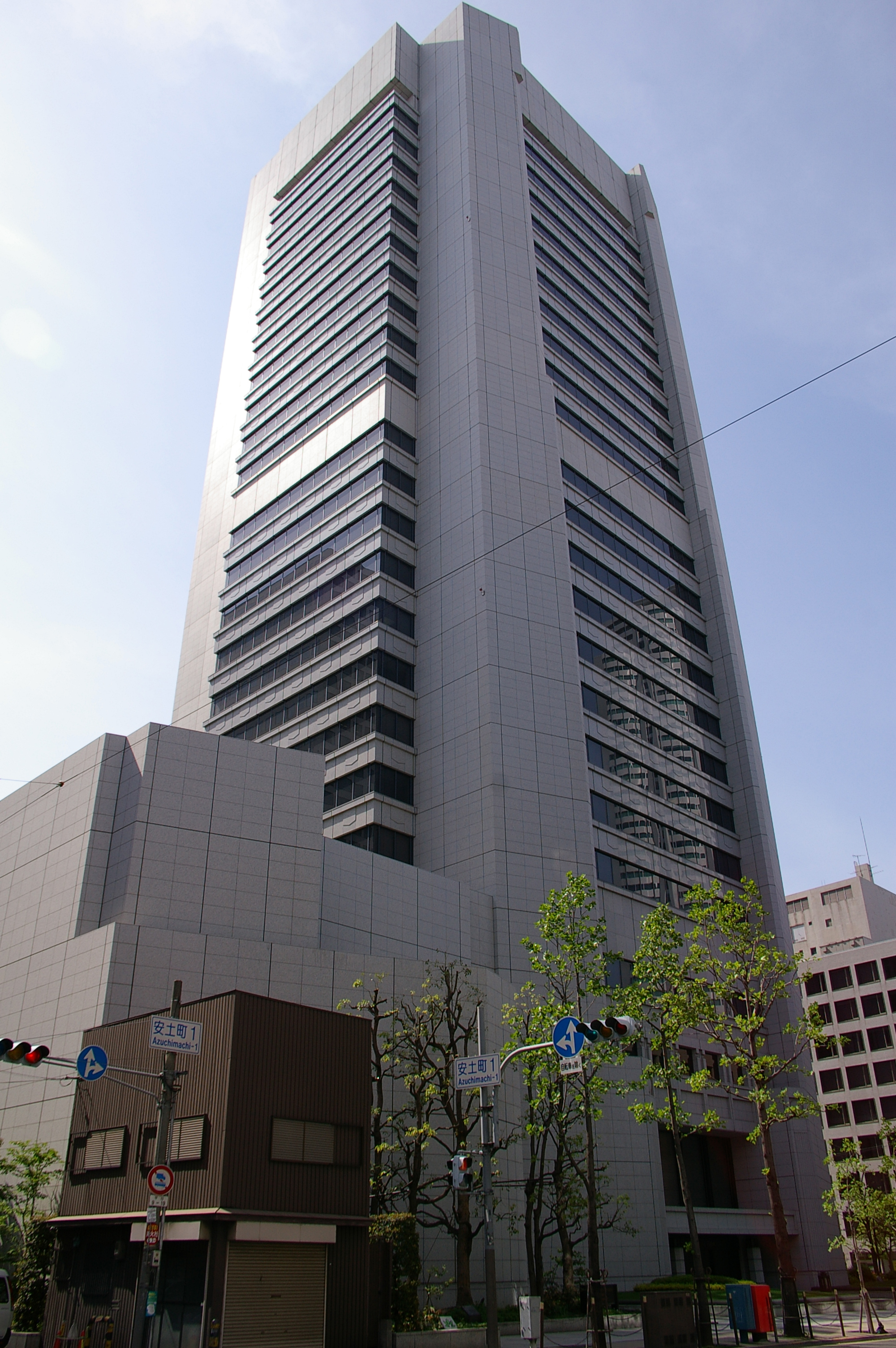
里索那銀行總行

株式會社里索那銀行（株式会社りそな銀行，英文表記：Resona Bank, Limited.）是日本的銀行（種類為都市銀行），也是里索那控股的首要子公司，在2002年由大和銀行與旭日銀行合併而成。總行與總公司位於大阪府大阪市中央區。2023年3月時，該銀行在日本全國有324個支店。

## 關聯項目
- 埼玉里索那銀行

## 外部連結
- りそな銀行 （页面存档备份，存于）